# Silla (Valencia)
Silla es un municipio de la Comunidad Valenciana, España. Perteneciente a la provincia de Valencia, en la comarca de la Huerta Sur.

## Toponimia
El topónimo deriva probablemente del árabe سهيلة (suhayla) «llanita». Sin embargo, otros autores apuestan por un origen latino, de cellae («bodega») Probablemente se deba a que así se denominaban a los pequeños fuertes en los que se almacenaban vinos y aceites.
Popularmente se ha creído que el nombre de la localidad provendría de contraer el valenciano, con artículo salado, sa illa («la isla»), por estar asentada originalmente en un istmo sobre la Albufera de Valencia. Sin embargo, en el Llibre del Repartiment aparece citada como alqueria de Çila, cosa que evidencia que el nombre estaba ya establecido al iniciarse la reconquista cristiana.

## Geografía

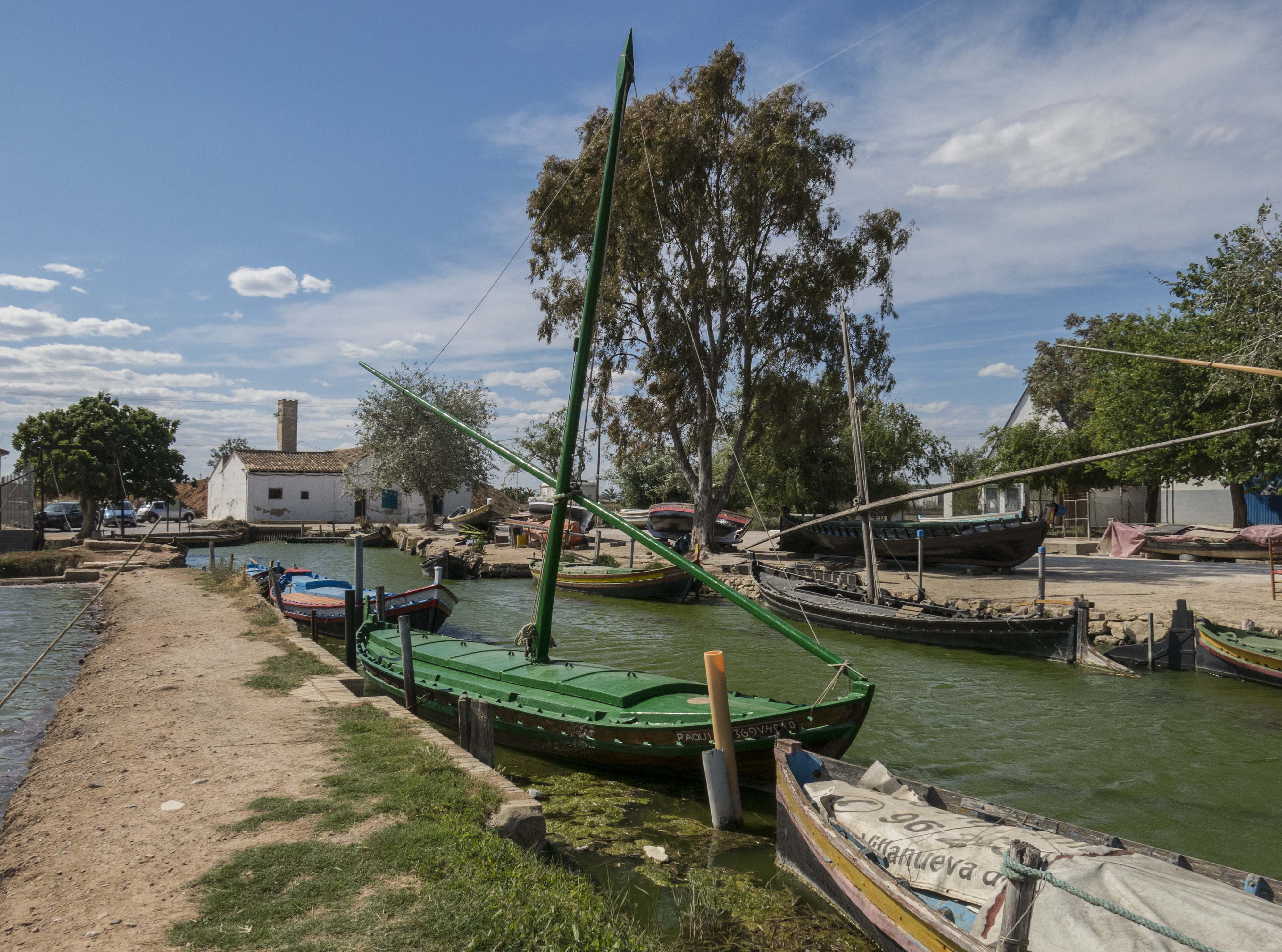
Puerto de Silla

Integrado en la comarca de Huerta Sur, y en las proximidades de la Albufera de Valencia, se sitúa a 12 kilómetros del centro de Valencia. El término municipal está atravesado por la autovía V-31, la autovía de acceso de la ciudad de Valencia por el sur, por la autopista del Mediterráneo (AP-7) y su cruce con la autovía del Mediterráneo (A-7), y por carreteras locales que conectan con Alcácer, Beniparrell y Almusafes.
El relieve es llano y por debajo de los 20 m de altitud. La única excepción está en los límites con Picasent donde hay una elevación un poco superior a los 30 m. Su altura máxima está en el centro de la ciudad de Silla, a 44 m del nivel del mar, y la menor al este, a 2 de altitud, en las cercanías de la Albufera. Por su parte occidental discurre la Acequia Real del Júcar, de la que nacen las acequias para el riego, mientras que toda la mitad oriental se halla ocupada por campos de arroz y el Parque Natural de la Albufera. El suelo que forma el término municipal son depósitos aluviales que datan del Cuartenario, originados cuando la Albufera se extendía hasta el interior.
El clima es de tipo clima mediterráneo, teniendo inviernos muy agradables y veranos muy calurosos; y suele llover en ocasiones.
| Noroeste: Beniparrell y Alcácer | Norte: Beniparrell       | Noreste: Albal    |
| Oeste: Alcácer y Picasent       |                          | Este: Valencia    |
| Suroeste: Picasent              | Sur: Almusafes y Sollana | Sureste: Valencia |

## Historia

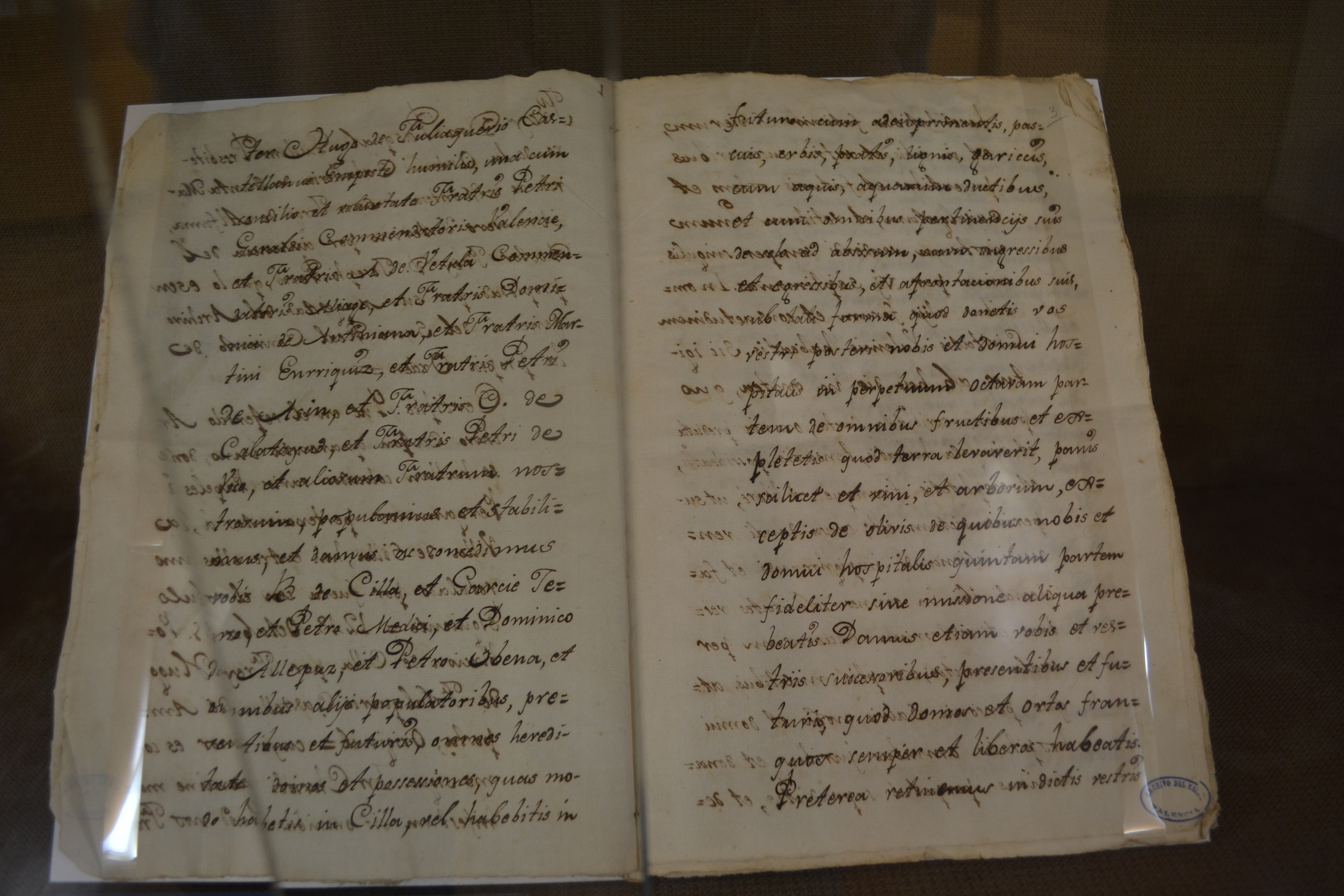
Carta Puebla de Silla (1243)

En la evolución de Silla ha habido condiciones óptimas importantes, como el clima, el terreno o la proximidad a la Albufera, que promovieron la presencia de pobladores ocasionales desde épocas prehistóricas donde podían conseguir fácilmente carne y pescado para sobrevivir.
Pero, el surgimiento de la población de Silla solo puede datarse a partir de la época romana cuando se descubre una villae, una de las explotaciones agrarias que se encontraban en la centuriación que rodeaba la Vía Augusta.
Este asentamiento más estable se sitúa en el 138 a. C. cuando se fundó Civitatis Valentía. Se pudieron encontrar bastantes tesoros arqueológicos como monedas, piedras de molino o fragmentos de cerámica, aunque el yacimiento sobre el que se asienta la torre data del siglo I-II d. C.
La alquería de Silla fue dada por el rey Jaime I el 15 de enero de 1233 a la Orden de San Juan del Hospital, siendo Maestro de ésta, Don Hugo de Fullaquer quien conquistó la torre árabe, centro neurálgico de la encomienda de Silla que pasó después a la Orden de Montesa. Hugo de Fullaquer otorgó el 31 de octubre de 1243 la primera Carta Puebla de Silla y fueron los primeros cristianos venidos de fuera quienes se establecieron en casas y ocuparon tierras.
En el año 1248 es el señor de Amposta, de la orden del Hospital, Pedro de Alcalá, quien otorgó la segunda Carta Puebla de Silla, exactamente el 25 de noviembre de 1248 con unas condiciones muy onerosas para los campesinos.
En el año 1317 acabó el dominio en Silla de la orden del Hospital, pasando a formar parte de la orden de Santa María de Montesa y continuando bajo este dominio hasta el año 1837 que se produce la Desamortización de Mendizábal y en consecuencia la desaparición de prerrogativas y las propiedades.
En el año 1907 en la iglesia parroquial, se produce un robo, del Sagrario se llevan el Copón con unas Formas consagradas. Después de 3 días, un agricultor, mientras trabaja en el huerto, se encuentra envuelto enterrado bajo un naranjo, las Sagrada Formas, robadas. De esto y después de mucho avatares y de haber pasado una guerra enterradas en un gallinero, en un corral y en una puerta, estas Sagradas Formas, permanecen Incorruptas. Desde hace 100 años, el pueblo de Silla venera el milagro.
A partir de 1960; la llegada de la industria y la cercanía a la ciudad de Valencia provocó que Silla empezase a sufrir un increíble desarrollo demográfico urbanístico. Entonces, Silla se convertiría en una ciudad dormitorio de Valencia.

## Demografía
Silla (Valencia) cuenta con una población de 20 117 habitantes (INE 2024).
| Gráfica de evolución demográfica de Silla entre 1842 y 2021                                                         |
| |
| Población de derecho según los censos de población del INE Población de hecho según los censos de población del INE |

En 2021 representa el 10,57 % de la población de la comarca, mientras que cuenta con una densidad de la población de 767,52 habitantes por km². Además, el 18,65 % es mayor de 64 años y el 13,2 % ha nacido en la Comunidad Valenciana.

## Economía
La renta media por persona en el municipio de Silla es de 11 768 € (2021).
Este municipio cuenta con una estación ferroviaria que lo conecta con diversas localidades para mejorar el turismo local. Los servicios ferroviarios que ofrece la estación de Silla son los de cercanías y los de media distancia.
La cercanía a Valencia ha facilitado su industrialización, aunque no ha perdido totalmente su carácter agrícola inicial.
Dentro del regadío se encuentran el arroz, las hortalizas, el kaki, el maíz y la naranja. En secano quedan olivos y algarrobos. En general a excepción del arrozal, el suelo agrícola está perdiendo terreno rápidamente para dar cabida a las plantas industriales que crecen a ritmo acelerado. La ganadería cuenta con cabezas de ganado vacuno estabulado para la leche, ganado lanar y varias granjas avícolas y porcinas. Existe comunidad de pescadores que trabajan sobre acequias y lago de la Albufera.
Dentro del sector industrial, el de mayor peso económico en la actualidad, cuenta con un censo de más de 500 industrias, hay fábricas de muebles, papeles pintados, moquetas, artículos de plástico, juguetes, materiales para la construcción, licores, cazalla, confecciones, tapicerías, embalaje de cartón, maquinaria, construcciones metálicas, neumáticos, pinturas, barnices, etc. Además, 85 de ellas son empresas exportadoras, siendo el municipio que más tiene de la Huerta Sud.
En sus términos municipal, se ubica el puerto pesquero, a orillas de la Albufera.

## Administración y política

### Elecciones municipales de 2007
El pleno del ayuntamiento tras las elecciones municipales de 2007 tenía esta composición:
| Partidos políticos en el Ayuntamiento de Silla |            |
| ---------------------------------------------- | ---------- |
| Partido político                               | Concejales |
| Partido Socialista Obrero Español (PSPV-PSOE)  | 8          |
| Partido Popular (PP)                           | 6          |
| Bloque Nacionalista Valenciano (BLOC)          | 1          |
| Esapaña 2000 (E-2000)                          | 1          |
| Els Verds del País Valencià (EV-PV/LV-PV)      | 1          |

### Elecciones municipales de 2011
El pleno del ayuntamiento, desde las elecciones municipales de 2011, sigue la siguiente composición:
| Partido político                              | Concejales |
| Partido Popular (PP)                          | 8          |
| Partido Socialista Obrero Español (PSPV-PSOE) | 4          |
| España 2000                                   | 2          |
| Els Verds (EV)                                | 1          |
| Compromís                                     | 1          |
| Esquerra Unida del País Valencià (EUPV)       | 1          |

### Elecciones municipales de 2015
Una coalición de izquierdas formada por el PSPV-PSOE, Compromís, EUPV y Silla En Democracia gobierna la población en los próximos cuatro años tras desbancar al PP de la alcaldía, partido que pierde en 2015 un total de 3 concejales. Los resultados por número de votos y concejales obtenidos fueron los siguientes:
| Partido político                              | Concejales |
| Partido Popular (PP)                          | 5          |
| Partido Socialista Obrero Español (PSPV-PSOE) | 5          |
| Compromís                                     | 2          |
| Els Verds (EV)                                | 1          |
| Silla en Democracia                           | 1          |
| Ciudadanos                                    | 1          |
| Esquerra Unida del País Valencià (EUPV)       | 1          |
| España 2000                                   | 1          |

El cabeza de lista del PSPV-PSOE Vicente Zaragozá es el actual alcalde producto del pacto de izquierdas alcanzado (PSPV-PSOE, Compromís, Silla En Democracia y EUPV). No es la primera vez que el partido más votado en unas elecciones municipales de Silla termina no gobernando sobre la base de las alianzas políticas que se cierran entre el resto de representantes electos del consistorio.

### Elecciones municipales de 2019
En las elecciones municipales celebradas el pasado 26 de mayo de 2019, la candidatura encabezada por Vicente Zaragozá (PSPV-PSOE) obtuvo una victoria incontestable en las urnas con 4948 votos, exactamente 3558 más que la segunda fuerza política; el PP. Los socialistas lograron una histórica mayoría absoluta en Silla contabilizando 12 regidores y una subida de 7 respecto a las elecciones de 2015. El Partido Popular perdió 2 sumando únicamente 3; mientras que solo resistieron el empuje del PSPV-PSOE los, hasta ese momento, socios de gobierno (Compromís y EUPV, con 1 edil cada uno). Silla En Democracia, Ciudadanos, Los Verdes y España 2000 se quedaron fuera del consistorio sillero al no alcanzar el 5 % mínimo de los votos exigido. Vox y Silla Ciudadana (Escisión local de Ciudadanos) tampoco consiguieron representación. Vicente Zaragozá Alberola no necesitará de acuerdos con otros partidos para resultar elegido alcalde los próximos 4 años, una circunstancia que ya empezaba a olvidarse en Silla donde durante décadas han estado muy acostumbrados a múltiples pactos post-electorales
| Partidos políticos del Ayuntamiento de Silla  |            |
| --------------------------------------------- | ---------- |
| Partido político                              | Concejales |
| Partido Socialista Obrero Español (PSPV-PSOE) | 12         |
| Partido Popular (PP)                          | 3          |
| Compromís                                     | 1          |
| Esquerra Unida del País Valencià (EUPV:SE)    | 1          |

### Elecciones municipales de 2023
| Partidos políticos en el Ayuntamiento de Silla       |            |
| ---------------------------------------------------- | ---------- |
| Partido político                                     | Concejales |
| Partido Socialista Obrero Español (PSOE)             | 10         |
| Partido Popular - Silla Ciudadana (PP)               | 4          |
| Compromís - Els Verds (Acord per Guanyar)            | 2          |
| VOX (VOX)                                            | 1          |
| Esquerra Unida - Unidas Podemos (EUPV-PODEM: UNIDAS) | 0          |

### Alcaldes y equipo de gobierno actual
| Periodo   | Nombre                                                                    | Partido   |
| --------- | ------------------------------------------------------------------------- | --------- |
| 1979-1983 | Alberto Vedreño (1979) Dimisión Josep Antich Brocal (1979-1983)           | PSPV-PSOE |
| 1983-1987 | Lluís V. Martínez Benaches                                                | PSPV-PSOE |
| 1987-1991 | Lluís V. Martínez Benaches (1987-1989) Francesc Baixauli Mena (1989-1991) | PSPV-PSOE |
| 1991-1995 | Francesc Baixauli Mena                                                    | PSPV-PSOE |
| 1995-1999 | Francesc Baixauli Mena                                                    | PSPV-PSOE |
| 1999-2003 | Teresa Badenes Martí                                                      | EUPV      |
| 2003-2007 | Josep Lluís Pitarch Tortajada                                             | BLOC      |
| 2007-2011 | Francesc Baixauli Mena                                                    | PSPV-PSOE |
| 2011-2015 | Serafín Simeón Peris                                                      | PP        |
| 2015-2019 | Vicente Zaragozá Alberola                                                 | PSPV-PSOE |
| 2019-2023 | Vicente Zaragozá Alberola                                                 | PSPV-PSOE |
| 2023-act. | Vicente Zaragozá Alberola                                                 | PSPV-PSOE |

- Vicent Zaragozá Alberola (PSOE) es el alcalde del municipio. También ostenta los cargos de regidor de Seguridad Ciudadana, Recursos Humanos, Policía Local, Proyectos Europeos, Comunicación, Ocupación, Formación, Comercio, Urbanismo, Obras, Servicios y Mantenimiento.
- José Felipe García Iborra (PSOE) es el regidor de Interior, Agricultura, Cementerio, Coto de Caza, limpieza diaria y recogida de residuos.
- Trinidad Martínez Jiménez (PSOE) es la regidora de Fiestas, Cultura, Mayores y la Feria de San Sebastián.
- José Iván Cuenca Navarro (PSOE) es el regidor de Hacienda y Interior.
- Francisco Gómez Rebollo (PSOE) es el regidor de Transparencia, Modernización y Participación Ciudadana, Urbanismo, Obras y Medio Ambiente.
- Laura Millán Palau (PSOE) es la regidora de Educación y Normalización Lingüística.
- Benigno Bodón Valiente (PSOE) es el regidor de Deportes, Jardinería, Mercado Municipal y Comercio
- Ana Isabel Piera Jiménez (PSOE) es la regidora de Bienestar Social, Salud Pública, Igualdad y Recursos Humanos.
- Carles Pontes Forner (PSOE) es el regidor de Polígono Industrial, Turismo y Puerto de Silla.
- Amparo Alapont Chilet (PSOE) es la regidora de Juventud, Memoria Histórica y Bienestar Animal.[19]

## Comunicaciones

### Por carretera
Se accede a esta localidad desde Valencia, por carretera, tomando la V-31. Asimismo se puede acceder desde la autopista del Mediterráneo A-7.

### En tren
Cuenta con una estación de ferrocarril de las líneas C-1 y C-2 de Cercanías Valencia de Renfe.

### En autobús
Las siguientes líneas de MetroBus Valencia prestan servicio al municipio.
| Línea | Recorrido                      | Operador        |
| ----- | ------------------------------ | --------------- |
| 182   | Valencia - Beniparrell - Silla | Autocares Herca |
| 182N  | Nocturno Valencia - Picasent   | Autocares Herca |
| 184   | Silla - Nuevo Hospital La Fe   | Autocares Herca |
| 185   | Picasent - Playa El Saler      | Autocares Herca |
| 187   | Alcácer - Silla                | Autocares Herca |

## Cultura

### Patrimonio

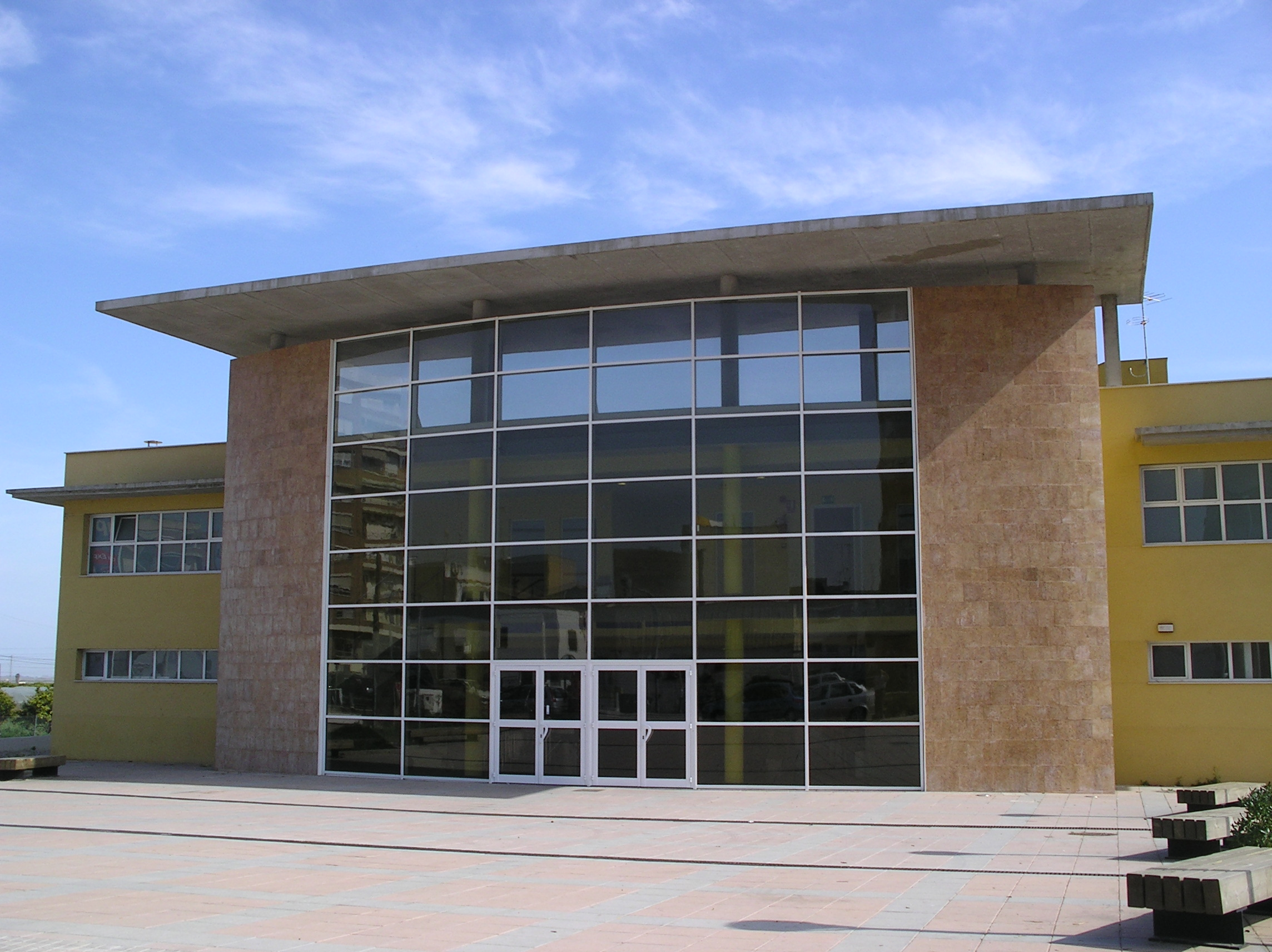
Piscina municipal

- Villa Romana de Silla: la Torre Árabe fue erigida sobre los restos de una villa romana.[20]
- Casa Palacio: situada en la plaza del pueblo y adosada a la iglesia. Fue construida por Vicent Gascó Masot el año 1794. Tenía un uso público puesto que se empleaba como escuela pública y posta del Correo Real durante el siglo XIX. En 1884 se vendió a un particular y un año más tarde albergó la primera oficina de telégrafos del pueblo. En el año 1996 el edificio volvió a ser adquirido por el Ayuntamiento. La fachada de la construcción es de estilo neoclásico y sobrio.[21]

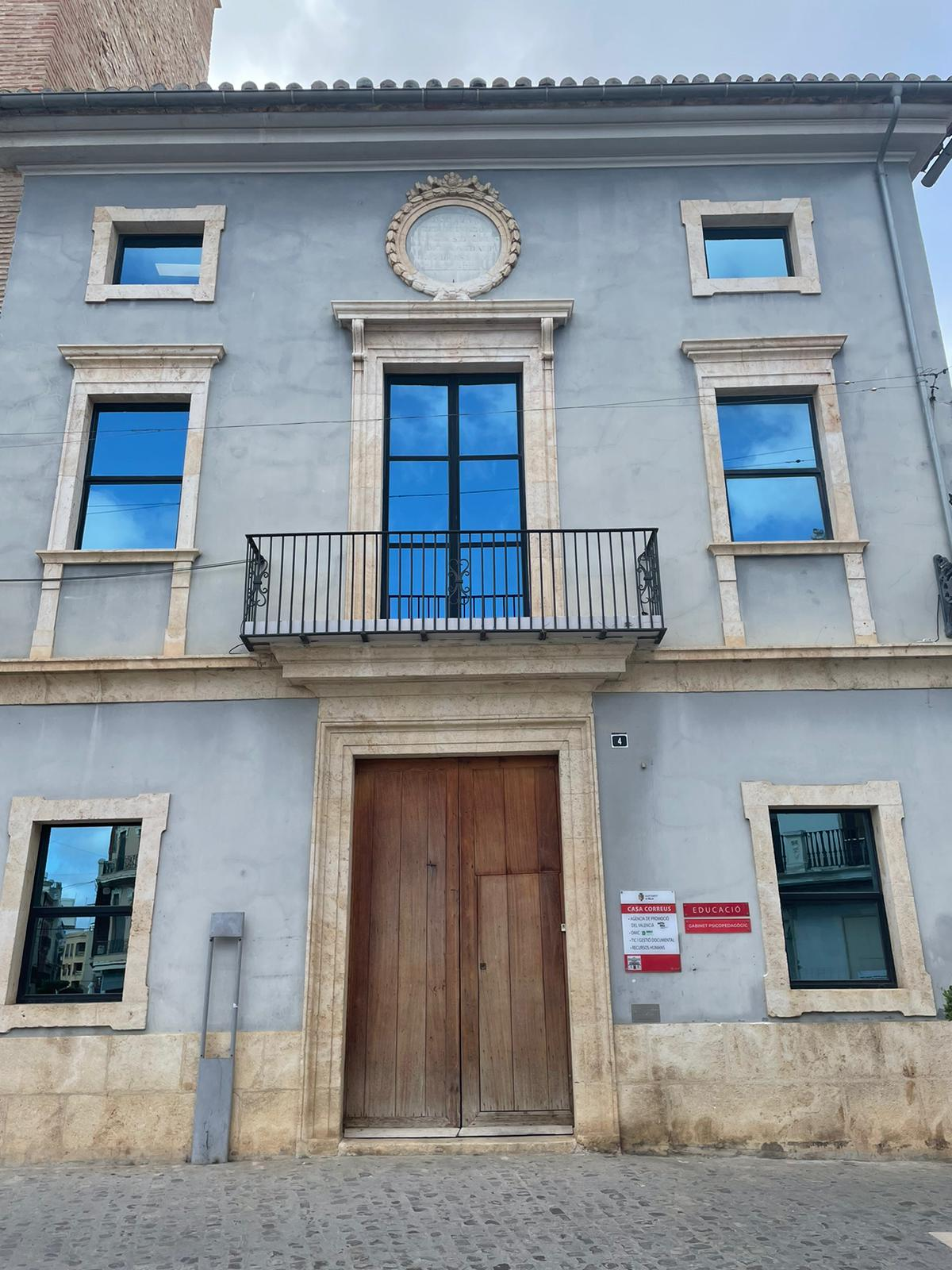
Casa Palacio

- Monumento dedicado al Abnegado labrador, inaugurado en la década de los setenta. Tras años de restauración en el año 2020 fue recolocado al principio de la avenida Alicante.[22]
- Torre musulmana (siglo VII): la torre fue construida en época musulmana, en el siglo XII, se construye aprovechando sillares de villas romanas, sufrió varias reformas tras la dominación cristiana y en siglos posteriores. Actualmente, y tras ser restaurada en 1984, en el 2001 se convirtió la sede de la Colección Museográfica, posteriormente en el 2009 paso a formar parte de MARS (Museu d'Historia i Arqueologia de Silla).

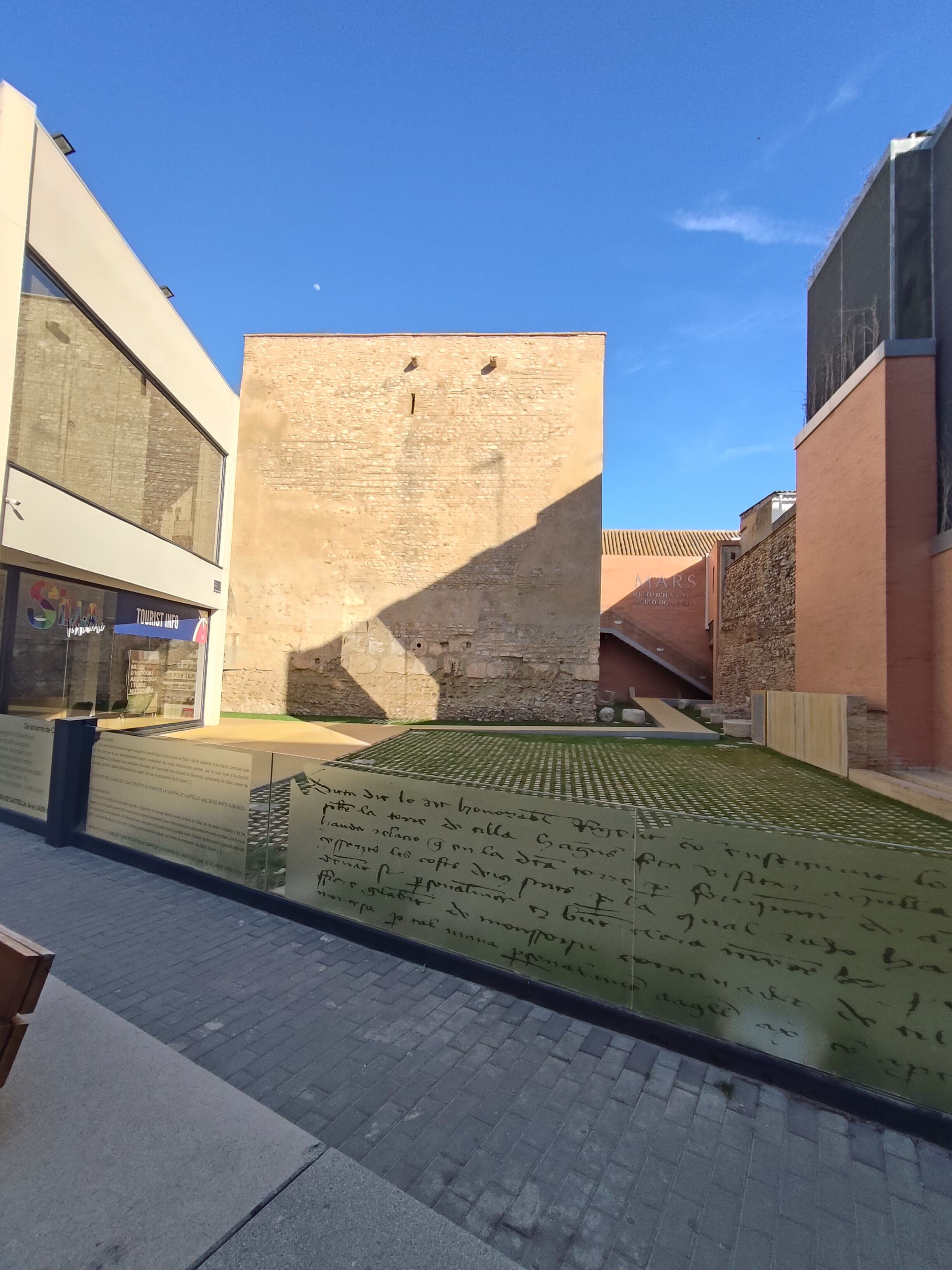
Torre musulmana

- Església Nostra Sra. dels Àngels (siglo XVIII): su construcción se inició hacia 1751, en el movimiento neoclásico y bajo el patrocinio de los Caballeros de Montesa, aunque fue costeada íntegramente por la población, por lo que las obras se prolongaron durante casi un siglo. En 1802, la capilla de la Sagrada Comunión se agregó al plan original con una cruz latina. Recientes investigaciones han revelado que fue construido en el solar de una antigua casa monástica junto a la iglesia medieval conocida como "La Vieja", donde ambos convivieron durante dos décadas. Se sitúa en la plaza del pueblo. Durante su construcción participaron escultores con renombre como José Cotanda, Josep Brell, Riquini y Barrientos. Los frescos de esta iglesia de Silla son el último conjunto mural conocido, pintados por Vicente López en un su Valencia natal. La obra definitiva de "La Coronación de la Virgen" se sitúa en la bóveda del presbiterio.[23]
- Antiguo colegio Sagrada Familia: se trata de un antiguo palacio que conserva su volumen y aspecto original con una decoración sencilla. Se mandó construir como casa de familia e históricamente se le conoció como el Huerto del Señor. En 1918 se permutó y comenzó a funcionar como colegio de Monjas - Santuario de San Vicente de Paúl, y finalmente como colegio de niñas.[24]

### Fiestas
- Fiestas de Agosto: se celebran a partir de mediados de julio siendo el día grande el 6 de agosto, que es la festividad del Santísimo Cristo de Silla. Por la noche de este mismo día, se cuelga una alcachofa gigante del campanario y dentro se encuentra un niño vestido de ángel. Cuando el Santísimo Cristo de Silla llega a la plaza, el niño comienza a cantar una canción dedicada al santo. A lo largo de todo el día, se realiza la danza de las Porras (Els Porrots). Se trata de una danza guerrera en la que llevan una maza y bailan con ella.[25]

El día 8 de agosto empieza la semana taurina, seguida por multitud de aficionados locales y a la que también asisten aficionados de los pueblos cercanos. Actualmente hay tres peñas taurinas y un club taurino: A.C. Penya Caixaes, Penya l'Esclafit, Penya el Xiquet de la farola, y el Club Taurino de Silla.
- Feria de San Sebastián: se celebra el fin de semana de enero que coincide más cerca del 20 de enero, día del patrón San Sebastián, por lo que se celebra la cada vez más popular “Feria del Comercio y la Alimentación”.[27] La feria cuenta con puestos, atracciones, feria de la tapa y otras actividades como dj's y talleres infantiles.[28]
- Fallas: en Silla hay 7 Comisiones Falleras (La Falla Parc Sant Roc, La Falla Poble de Silla, La Falla Port de Silla, La Falla Reis Catolics, La Falla Mercat, La Falla el Molí y La Falla Marja). Los actos que se celebran son la Crida, la exposición del muñeco indultado, la Ofrenda y la Cremà[29]
- Fiestas Populares y de Barrio.

1. Fiestas del parque Sant Roc (Asociación de vecinos de Sant Roc): se celebran del nueve al doce de octubre. Los principales actos son el Almuerzo de la sardina, el Desfile de Moros y Cristianos y el Desfile de Bandas.[30]
2. Fiestas del Molí de Magalló (Asociación de Vecinos del Molí de Magalló): se realizan en el mes de julio cenas populares y juegos para los niños.[31]
3. Fiestas del Carrer del Toll: fiestas del parque Sant Lluís (Asociación de fiestas del parque San Luis), Fiesta de Andalucía (Casa de Andalucía de Silla), fiesta del Pilar (vecinos y vecinas de la calle del Pilar), fiestas de San Nicolás de Bari (vecinos y vecinas del Patí).[26]

### Gastronomía
Una de los elementos gastronómicos más valorados en la población de Silla es el all i pebre, en el cual es costumbre introducir anguilas y patatas. Se trata de un guiso de anguilas, patatas, ajo y pimentón. No sólo es típico de Silla, sino que se come en muchos pueblos de alrededor de la Albufera. Otro de esos famosos alimentos es el "arroz en perol", que tiene como ingredientes la carne de pato, "fotja" procedente de la Albufera, además de nabos y boniato. Y por supuesto, al hablar de los platos tradicionales de una población valenciana, en este caso situado en l'horta sud, no podía faltar la paella valenciana dentro de sus platos estrella.

### Deporte
El pueblo de Silla cuenta hoy en día con uno de los equipos más históricos, por años ininterrumpidos compitiendo dentro del fútbol regional valenciano; el Silla Club de Fútbol.
El Silla Club de Fútbol se fundó en 1927, aunque existen documentos que verifican que anteriormente ya se practicaba este deporte en la localidad bajo la denominación del 'Silla', y disputa sus partidos en el campo municipal Vicent Morera, instalación situada en el complejo polideportivo de Silla. Compite actualmente en la categoría nacional de tercera división (Grupo VI) tras conseguir subir a dicha categoría, por primera vez en su dilatada historia, en la temporada 2015/2016, consiguiendo así su segundo ascenso consecutivo desde la Primera Regional. En su primera temporada en tercera división (2016/2017) el equipo logró mantener la categoría (4).
El equipo 'blanquet', que es como es conocido popularmente por los silleros como consecuencia de su equipación titular de color blanco, logró vencer en la promoción jugada de Preferente a Tercera al C.F. U.E. Tavernes de la Valldigna y el C.D. Utiel, en ambos casos en eliminatorias a doble partido y logrando el triunfo en los cuatro enfrentamientos disputados. Toda una gesta. El Silla C.F. disfruta en la actualidad de una masa social muy importante en cuanto a número de socios, 1000 censados, y también un Fútbol Base detrás muy numeroso y comprometido en plena expansión en el municipio y en la propia comarca. En Silla existe desde siempre una gran afición por el fútbol como deporte mayoritario y el grado de identificación de la mayoría de sus habitantes con el sentimiento que aglutina el Silla C.F. es históricamente un referente generación tras generación. La presidencia de Ricardo Peris García, con proyectos a medio plazo, es clave a la hora de entender la realidad actual de la Entidad
En la temporada 2018/19 el Silla C.F. consigue mantenerse por tercer ejercicio consecutivo en el G-VI de tercera división y suma más éxitos deportivos con el resto de representantes de la Escuela. Los 'blanquets' alcanzan en la campaña 2018/19 el número considerable de 450 licencias federativas, 1106 socios y un total de 30 equipos defendiendo su escudo
El Silla C.F. se proclamó campeón de la Copa Regional de Aficionados de la Comunidad Valenciana en la campaña 1980/81